# Grande Prêmio da Suíça de 1975
Resultados do Grande Prêmio da Suíça realizado em Dijon-Prenois em 24 de agosto de 1975. Disputado em solo francês devido à proibição do automobilismo no território da Suíça desde o Desastre de Le Mans em 1955, trata-se de uma corrida fora do calendário da Fórmula 1.

## Resumo

### Um evento quase suíço
Das quatorze edições do Grande Prêmio da Suíça realizadas até o momento, seis ocorreram na década de 1930 e nelas os vitoriosos foram pilotos alemães guiando uma Auto Union ou uma Mercedes-Benz. Após a Segunda Guerra Mundial houve duas vitórias da Alfa Romeo com Jean-Pierre Wimille e Carlo Felice Trossi e uma da Ferrari com Alberto Ascari. Instituída a Fórmula 1, a nova categoria disputou cinco corridas no Circuito de Bremgarten e nesta fase os vencedores foram Giuseppe Farina (1950), Juan Manuel Fangio (1951), Piero Taruffi (1952), Alberto Ascari (1953) e novamente Juan Manuel Fangio (1954). Um exame rigoroso da história revela, inclusive, que Ascari e Fangio sagraram-se bicampeões mundiais em solo suíço. Para os torcedores locais, os resultados mais expressivos foram o quinto lugar de Emmanuel de Graffenried em 1951 e o segundo lugar de Rudi Fischer em 1952. Entretanto, o Desastre de Le Mans em 11 de junho de 1955 ocasionou a proibição de corridas automobilísticas na Suíça e esvaziou o mundial de Fórmula 1 naquele ano, pois foram cancelados quatro grandes prêmios.
Embora o Automóvel Clube da Suíça esteja impedido de realizar corridas em seu país devido à proibição originária do Desastre de Le Mans em 1955, a entidade em questão recorreu aos préstimos de um vizinho para emprestar seu nome a uma competição automobilística após vinte e um anos, razão pela qual dezesseis pilotos e treze equipes reuniram-se em Dijon-Prenois, circuito francês localizado a aproximadamente 200 km de Genebra. O número díspar de pilotos e equipes explica-se pelo fato de que apenas McLaren, Shadow e Williams levaram dois carros à pista, enquanto dez times foram representados por apenas um corredor: no caso da Ferrari, o austríaco Niki Lauda não estará presente, restando o suíço Clay Regazzoni para defendê-la.

### Caminhos até a França
Para disputar esta corrida, a McLaren construiu dos carros novos a serem usados por Emerson Fittipaldi e Jochen Mass, pois a equipe de Teddy Mayer não dispunha de carros sobressalentes para usar no Grande Prêmio da Itália em caso de acidente em Dijon-Prenois. Sobre a etapa helvética, a mesma não contará pontos para o mundial de Fórmula 1, embora a FOCA estivesse presente e observasse tudo com interesse a fim de incluir este evento no calendário da FIA a partir de 1976, algo não concretizado graças a questões regulamentares.
Jean-Pierre Jarier e Emerson Fittipaldi revezaram-se na primeira colocação durante os treinos para o grid de largada até que o francês da Shadow cravou o melhor tempo nos cinco minutos finais da sessão, superando o rival por dois centésimos de segundo. Ciente do aprumo de sua máquina, Fittipaldi bradava otimismo: "Fantástico, o carro está sensacional", disse ele em meio a uma observação: a maior potência do motor Ferrari torna Clay Regazzoni um dos favoritos à vitória. Por falar nele, o suíço não pareceu abalado com a quebra do câmbio que o tirou do treino antes da hora. "Não tivesse ocorrido o defeito, certamente poderia ter baixado a marca, considerando que logo de saída fiz menos de um minuto. De fato, não há por que me preocupar". Posicionado em quarto lugar, Jochen Mass completou o grupo dos melhores colocados, enquanto José Carlos Pace e James Hunt vociferavam contra o desempenho de seus carros. Dos dezesseis pilotos classificados, somente Chris Amon e os quatro últimos colocados no grid não correram de Fórmula 1 em Dijon-Prenois e dentre as equipes, foi a única participação efetiva da Maki Engineering num evento da categoria.
Treinos à parte, a escolha de Dijon-Prenois para sediar o Grande Prêmio da Suíça, não foi aleatória, embora a pista seja de uso esparso. Em 1946 foram realizadas duas corridas: uma vencida por Jean-Pierre Wimille e outra por Amédée Gordini, fundador da empresa homônima. O circuito voltou às manchetes no Grande Prêmio da França de 1974 ao substituir Paul Ricard como sede da etapa francesa e terá como chamariz em 1975 a presença do lendário Juan Manuel Fangio guiando uma Maserati numa exibição ao público antes da largada, marcada para as treze horas (horário local) com transmissão exclusiva da Rádio Jovem Pan para todo o Brasil. Interlocutor frequente de Emerson Fittipaldi durante o fim de semana, o ídolo argentino conversou sobre segurança nas pistas num evento de uma categoria impactada pela morte de Mark Donohue uma semana antes no Grande Prêmio da Áustria. Em outro momento, o lendário pentacampeão mundial tomou um cafezinho num trailer alugado pelo Instituto Brasileiro do Café e muito frequentado por quem estava no paddock.

### Vitória de Clay Regazzoni
O francês Jean-Pierre Jarier manteve o primeiro lugar após a largada, enquanto Emerson Fittipaldi queimou a embreagem da McLaren, arrastando-se pela pista antes de abandonar na sexta volta. A essa altura, Clay Regazzoni estava distante de Patrick Depailler e este de Jochen Mass, todavia, a pequena extensão de Dijon-Prenois, era comum os líderes da prova ultrapassarem os retardatários com frequência, compensando a modorra do espetáculo em relação aos primeiros colocados. Na volta dezessete, a Brabham de José Carlos Pace rodou após uma tentativa de ultrapassagem sobre a Surtees de John Watson na curva um, localizada depois da reta dos boxes. Melhor para Ronnie Peterson, que ultrapassou Watson e ganhou o quinto lugar, posições estas inalteradas durante um bom tempo.
Na trigésima terceira volta, a transmissão da Shadow quebrou e corrida de Jarier chegou ao fim, ocasionando à ascensão de Regazzoni ao patamar de líder diante das 40 mil pessoas presentes ao circuito, enquanto os demais competidores subiram uma posição, com José Carlos Pace chegando ao sexto lugar a dez voltas para o final. Por outro lado, o francês da Shadow repetia a sina de jamais vencer as provas nas quais conquistou a pole position, casos do Grande Prêmio da Argentina e do Grande Prêmio do Brasil realizados já em 1975.

## Classificação da prova

### Grid de largada
| Pos.    | Nº | Piloto             | Construtor    | Tempo    | Diferença |
| ------- | -- | ------------------ | ------------- | -------- | --------- |
| 1       | 17 | Jean-Pierre Jarier | Shadow-Ford   | 0:59.250 | —         |
| 2       | 1  | Emerson Fittipaldi | McLaren-Ford  | 0:59.270 | + 0.02    |
| 3       | 11 | Clay Regazzoni     | Ferrari       | 0:59.760 | + 0.51    |
| 4       | 2  | Jochen Mass        | McLaren-Ford  | 0:59.920 | + 0.67    |
| 5       | 4  | Patrick Depailler  | Tyrrell-Ford  | 0:59.990 | + 0.74    |
| 6       | 18 | John Watson        | Surtees-Ford  | 1:00.040 | + 1.01    |
| 7       | 8  | José Carlos Pace   | Brabham-Ford  | 1:00.130 | + 1.10    |
| 8       | 16 | Tom Pryce          | Shadow-Ford   | 1:00.280 | + 1.25    |
| 9       | 31 | Chris Amon         | Ensign-Ford   | 1:00.320 | + 1.29    |
| 10      | 5  | Ronnie Peterson    | Lotus-Ford    | 1:00.410 | + 1.38    |
| 11      | 24 | James Hunt         | Hesketh-Ford  | 1:00.470 | + 1.44    |
| 12      | 9  | Vittorio Brambilla | March-Ford    | 1:00.630 | + 1.60    |
| 13      | 21 | Jacques Laffite    | Williams-Ford | 1:01.070 | + 2.04    |
| 14      | 22 | Rolf Stommelen     | Hill-Ford     | 1:02.000 | + 2.97    |
| 15      | 20 | Jo Vonlanthen      | Williams-Ford | 1:02.810 | + 3.78    |
| 16      | 35 | Tony Trimmer       | Maki-Ford     | 1:04.290 | + 5.26    |
| Fontes: |    |                    |               |          |           |

### Corrida
| Pos.    | Nº | Piloto             | Construtor    | Tempo | Diferença   | Grid |
| ------- | -- | ------------------ | ------------- | ----- | ----------- | ---- |
| 1       | 11 | Clay Regazzoni     | Ferrari       | 60    | 1:01:25.34  | 3    |
| 2       | 4  | Patrick Depailler  | Tyrrell-Ford  | 60    | + 8.35      | 5    |
| 3       | 2  | Jochen Mass        | McLaren-Ford  | 60    | + 15.44     | 4    |
| 4       | 5  | Ronnie Peterson    | Lotus-Ford    | 60    | + 40.14     | 10   |
| 5       | 18 | John Watson        | Surtees-Ford  | 60    | + 45.55     | 6    |
| 6       | 8  | José Carlos Pace   | Brabham-Ford  | 60    | + 45.90     | 7    |
| 7       | 16 | Tom Pryce          | Shadow-Ford   | 60    | + 46.66     | 8    |
| 8       | 24 | James Hunt         | Hesketh-Ford  | 59    | + 1 volta   | 11   |
| 9       | 31 | Chris Amon         | Ensign-Ford   | 59    | + 1 volta   | 9    |
| 10      | 21 | Jacques Laffite    | Williams-Ford | 59    | + 1 volta   | 13   |
| 11      | 9  | Vittorio Brambilla | March-Ford    | 58    | + 2 voltas  | 12   |
| 12      | 22 | Rolf Stommelen     | Hill-Ford     | 58    | + 2 voltas  | 14   |
| 13      | 35 | Tony Trimmer       | Maki-Ford     | 54    | + 6 voltas  | 16   |
| NC      | 20 | Jo Vonlanthen      | Williams-Ford | 51    | + 9 voltas  | 15   |
| Ret     | 17 | Jean-Pierre Jarier | Shadow-Ford   | 33    | Transmissão | 1    |
| Ret     | 1  | Emerson Fittipaldi | McLaren-Ford  | 6     | Embreagem   | 2    |
| Fontes: |    |                    |               |       |             |      |